# Ari-Pekka Nikkola
Ari-Pekka Nikkola (Kuopio, 16 maggio 1969) è un allenatore di sci nordico ed ex saltatore con gli sci finlandese, vincitore di una Coppa del Mondo e varie medaglie olimpiche e iridate.

## Biografia

### Carriera sciistica
In Coppa del Mondo esordì il 30 dicembre 1985 a Oberstdorf (12°), ottenne il primo podio il 10 gennaio 1987 a Štrbské Pleso (3°) e la prima vittoria il 28 febbraio successivo a Lahti. Oltre a essersi aggiudicato la coppa di cristallo nel 1990, si piazzò secondo nel 1996, quando vinse anche la Coppa di specialità di salto.
In carriera prese parte a quattro edizioni dei Giochi olimpici invernali, Calgary 1988 (15° nel trampolino normale, 16° nel trampolino lungo, 1° nella gara a squadre), Albertville 1992 (53° nel trampolino normale, 30° nel trampolino lungo, 1° nella gara a squadre), Lillehammer 1994 (16° nel trampolino normale, 22° nel trampolino lungo) e Nagano 1998 (15° nel trampolino normale, 31° nel trampolino lungo, 5° nella gara a squadre), a cinque dei Campionati mondiali, vincendo sette medaglie, e a due dei Mondiali di volo.

### Carriera da allenatore
Dopo il ritiro divenne allenatore dei saltatori della nazionale slovena dal 2006 al 2008, per passare in seguito alla nazionale finlandese.

## Palmarès

### Olimpiadi
- 2 medaglie:
  - 2 ori (gara a squadre a Calgary 1988; gara a squadre ad Albertville 1992)

### Mondiali
- 7 medaglie:
  - 4 ori (gara a squadre a Oberstdorf 1987; gara a squadre a Lahti 1989; gara a squadre a Thunder Bay 1995; gara a squadre a Trondheim 1997)
  - 2 argenti (trampolino normale a Lahti 1989; gara a squadre a Val di Fiemme 1991)
  - 1 bronzo (trampolino normale a Val di Fiemme 1991)

### Mondiali juniores
- 2 medaglie:
  - 1 oro (K90 ad Asiago 1987)
  - 1 bronzo (gara a squadre ad Asiago 1987)

### Coppa del Mondo
- Vincitore della Coppa del Mondo nel 1990
- Vincitore della Coppa del Mondo di specialità di salto nel 1996
- 48 podi (42 individuali, 6 a squadre):
  - 13 vittorie (9 individuali, 4 a squadre)
  - 15 secondi posti (14 individuali, 1 a squadre)
  - 20 terzi posti (19 individuali, 1 a squadre)

#### Coppa del Mondo - vittorie
| Data             | Località     | Nazione     | Trampolino                                                                 |
| ---------------- | ------------ | ----------- | -------------------------------------------------------------------------- |
| 28 febbraio 1987 | Lahti        | Finlandia   | Salpausselkä K88                                                           |
| 4 marzo 1987     | Örnsköldsvik | Svezia      | Paradiskullen K82                                                          |
| 10 dicembre 1989 | Lake Placid  | Stati Uniti | MacKenzie Intervale K86                                                    |
| 4 gennaio 1990   | Innsbruck    | Austria     | Bergisel K109                                                              |
| 11 febbraio 1990 | Engelberg    | Svizzera    | Gross-Titlis-Schanze K120                                                  |
| 25 marzo 1990    | Planica      | Jugoslavia  | Letalnica K120                                                             |
| 4 gennaio 1991   | Innsbruck    | Austria     | Bergisel K109                                                              |
| 28 gennaio 1995  | Lahti        | Finlandia   | Salpausselkä K115 (con Mika Laitinen, Jani Soininen e Janne Ahonen)        |
| 9 dicembre 1995  | Planica      | Slovenia    | Bloudkova velikanka K120 (con Jani Soininen, Mika Laitinen e Janne Ahonen) |
| 16 dicembre 1995 | Chamonix     | Francia     | Le Mont K95                                                                |
| 21 gennaio 1996  | Sapporo      | Giappone    | Ōkurayama K120                                                             |
| 23 febbraio 1996 | Trondheim    | Norvegia    | Granåsen K120 (con Jani Soininen, Janne Ahonen e Mika Laitinen)            |
| 8 marzo 1997     | Lahti        | Finlandia   | Salpausselkä K114 (con Janne Ahonen, Jani Soininen e Mika Laitinen)        |

#### Torneo dei quattro trampolini
- 8 podi di tappa[3]:
  - 2 vittorie
  - 2 secondi posti
  - 4 terzi posti

#### Summer Grand Prix
- Vincitore della classifica generale nel 1996